# Kate McKinnon
Kate McKinnon Berthold (Sea Cliff, condado de Nassau, 6 de janeiro de 1984) é uma atriz e comediante norte-americana, mais conhecida por fazer parte do elenco do Saturday Night Live, e do programa The Big Gay Sketch Show. Atuou no papel de Jillian Holtzmann em Caça-Fantasmas (2016) e como a agente musical Debra Hammer no filme Yesterday (2019).

## Carreira
Em 2007, Kate McKinnon se juntou ao elenco do programa americano The Big Gay Sketch Show, onde ela permaneceu durante três temporadas. Desde 2008, ela performa regularmente no teatro de comedia Upright Citizens Brigade Theatre, em Nova Iorque. Ela também trabalha como dubladora, emprestando sua voz a personagens de séries de animação como The Venture Brothers, Robotomy, Ugly Americans, e Nature Cat.

### Saturday Night Live
Kate McKinnon fez sua estréia no programa Saturday Night Live em 7 de abril de 2012. Ela é a primeira atriz abertamente lésbica a fazer parte do elenco. Por seu trabalho no show foi indicada ao Emmy de Melhor Atriz Secundária em Série de TV, por três anos consecutivos,em 2014, 2015 e 2016. Também foi indicada ao Emmy de Melhor Música Original e Letra em 2014.  Também foi indicada a um premio EWwy de Melhor Atriz Secundária, na categoria comédia, em 2013, e ganhou um American Comedy Award na categoria de Melhor Atriz Secundária, em 2014.

## Imitações célebres
- Iggy Azalea
- Hillary Clinton
- Angela Merkel[5]
- Jane Lynch
- Edie Falco
- Ann Romney[5]
- Billie Jean King
- Barbara Walters
- Ellen DeGeneres[5]
- Theresa Caputo (de Long Island Medium)
- Penélope Cruz[5]
- Martha Stewart
- Jodie Foster
- Tilda Swinton
- Lorde
- Shakira
- Justin Bieber
- Angela Lansbury
- Kathleen Sebelius[5]
- Keith Urban
- Ingrid Bergman
- Ruth Bader Ginsburg

## Filmografia

### Cinema
| Ano  | Título                                          | Papel                                            | Notas |
| ---- | ----------------------------------------------- | ------------------------------------------------ | ----- |
| 2012 | My Best Day                                     | Heather                                          |       |
| 2012 | Hannah Has a Ho-Phase                           | Nicky                                            |       |
| 2014 | Life Partners                                   | Trace                                            |       |
| 2014 | Balls Out                                       | Vicky Albrecht                                   |       |
| 2015 | Ted 2                                           | Ela mesma                                        |       |
| 2015 | Staten Island Summer                            | Mrs. Bandini Jr.                                 |       |
| 2015 | Sisters                                         | Sam                                              |       |
| 2016 | The Angry Birds Movie                           | Stella / Eva                                     | Voz   |
| 2016 | Finding Dory                                    | Inez                                             | Voz   |
| 2016 | Ghostbusters                                    | Dra. Jillian Holtzmann                           |       |
| 2016 | Masterminds                                     | Jandice Gartrell                                 |       |
| 2016 | Office Christmas Party                          | Mary Winetoss                                    |       |
| 2017 | Rough Night                                     | Pippa                                            |       |
| 2017 | Leap!                                           | Régine Le Haut / Mãe de Felicie / Madre Superior | Voz   |
| 2017 | Ferdinand                                       | Lupe                                             | Voz   |
| 2018 | Irreplaceable You                               | Glass Half Full Kate                             |       |
| 2018 | Family                                          | Jill                                             |       |
| 2018 | The Spy Who Dumped Me                           | Morgan Freeman                                   |       |
| 2019 | Yesterday                                       | Debra Hammer                                     |       |
| 2019 | Bombshell                                       | Jess Carr                                        |       |
| 2020 | The Magic School Bus Rides Again: Kids in Space | Miss Fiona Frizzle                               | Voz   |
| 2023 | Barbie                                          | Weird Barbie                                     |       |

### Televisão
| Ano            | Título                           | Papel                            | Notas                                                               |
| -------------- | -------------------------------- | -------------------------------- | ------------------------------------------------------------------- |
| 2007–2010      | The Big Gay Sketch Show          | Vários                           | 23 episódios                                                        |
| 2010           | Vag Magazine                     | Bethany                          | 6 episódios                                                         |
| 2010–2011      | Robotomy                         | Vozes adicionais                 | 5 episódios                                                         |
| 2010–2016      | The Venture Bros.                | Nikki e Margaret Fictel          | 10 episódios                                                        |
| 2011           | The Back Room                    | Susan Boyle                      | Episódio: "Todd Barry"                                              |
| 2011           | The 40-Year-Old 20-Year-Old      | Kate                             | 5 episódios                                                         |
| 2012–2022      | Saturday Night Live              | Vários                           | Elenco principal                                                    |
| 2013           | Toy Story of Terror!             | PEZ Cat (voz)                    | Television special                                                  |
| 2013           | Hudson Valley Ballers            | Just Jamie                       | 2 episodes                                                          |
| 2014           | Comedy Bang! Bang!               | Effie Villalopolus               | Episódio: "Nick Offerman Wears a Green Flannel Shirt & Brown Boots" |
| 2014–2015      | The Awesomes                     | Lola Gold / Additional voices    | 7 episódios                                                         |
| 2015           | China, IL                        | Sunshine (voz)                   | 5 episódios                                                         |
| 2015           | The Spoils Before Dying          | Dallas Boudreaux                 | Episódio: "That's Jazz"                                             |
| 2015           | Difficult People                 | Abra Cadouglas                   | Episódio: "Pledge Week"                                             |
| 2015           | Moonbeam City                    | Panache Miller (voz)             | Episódio: "Lasers and Liars"                                        |
| 2015–2016      | Family Guy                       | Karen Griffin / Vozes adicionais | 3 episódios                                                         |
| 2015–presente  | Nature Cat                       | Squeeks (voz)                    | 31 episódios                                                        |
| 2016           | Maya & Marty                     | Heidi Cruz                       | Episódio: "Jimmy Fallon & Miley Cyrus"                              |
| 2016           | The Simpsons                     | Hettie Mae Boggs (voz)           | Episódio: "Gal of Constant Sorrow"                                  |
| 2017           | Friends from College             | Shawna                           | Episódio: "All-Nighter"                                             |
| 2017–2018 2020 | The Magic School Bus Rides Again | Fiona Felicity Frizzle (voz)     |                                                                     |
| 2018           | Sesame Street                    | Mamãe Ganso                      | Episode: "Elmo's Nursery Rhyme"                                     |
| 2019           | Breakfast, Lunch & Dinner        | Ela mesma                        | [ 11 ]                                                              |
| 2022           | Joe vs. Carole                   | Carole Baskin                    | [ 12 ]                                                              |

### Video games
| Ano  | Título          | Papel                  |
| ---- | --------------- | ---------------------- |
| 2015 | LEGO Dimensions | Dra. Jillian Holtzmann |

## Prêmios e indicações
| Ano  | Prêmio                                  | Categoria                              | Trabalho indicado                                                   | Resultado |
| ---- | --------------------------------------- | -------------------------------------- | ------------------------------------------------------------------- | --------- |
| 2012 | Ashland Independent Film Festival Award | Menção Especial do Júri: Destaque      | My Best Day                                                         | Venceu    |
| 2014 | American Comedy Award                   | Melhor Atriz Secundária de TV          | Saturday Night Live                                                 | Venceu    |
| 2014 | Dorian Award                            | Wilde Wit of the Year                  | Saturday Night Live                                                 | Indicado  |
| 2014 | Primetime Emmy Award                    | Melhor Atriz Secundária em Série de TV | Saturday Night Live                                                 | Indicado  |
| 2014 | Primetime Emmy Award                    | Melhor Música Original e Letra         | Saturday Night Live para o sketch "Home For The Holiday (Twin Bed)" | Indicado  |
| 2015 | Primetime Emmy Award                    | Melhor Atriz Secundária em Série de TV | Saturday Night Live                                                 | Venceu    |
| 2016 | Primetime Emmy Award                    | Melhor Atriz Secundária em Série de TV | Saturday Night Live                                                 | Venceu    |